# Sabine Verheyen
Sabine Verheyen (Aken, 24 oktober 1964) is een Duits politica van christendemocratische signatuur. Ze is lid van de Christlich Demokratische Union Deutschlands (CDU) en de Europese Volkspartij en zetelt sinds 2009 als lid van de EVP-fractie in het Europees Parlement.
Sabine Verheyen is lid van de Commissie cultuur en onderwijs en de Delegatie voor de betrekkingen met Zuid-Afrika en plaatsvervangend lid van de Commissie interne markt en consumentenbescherming en de Delegatie voor de betrekkingen met Iran.

## Biografie
Sabine Verheyen studeerde van 1983 tot 1988 bouwkunde aan de FH Aachen, de universiteit van toegepaste wetenschappen. Ze is gemeenteraadslid in Aken sinds 1994 en was van 1999 tot 2009 een burgemeester van Aken, onder de Oberbürgermeister. Ze zetelt sinds 1999 eveneens in de Euregio-raad en is sinds 2003 lid van de omroepraad van de Westdeutscher Rundfunk (WDR). Sinds 2009 is ze Europees parlementslid.
- Gemeinsame Normdatei: 1132691435
- Virtual International Authority File: 4742149619453004010005
- WorldCat: E39PBJpV4wRXVk6WtdQpWYbWXd